# Корнильев, Александр Алексеевич
Александр Алексеевич Корнильев (21.08.1864, Санкт-Петербург — 20.04.1904, Харбин) — морской офицер Российского императорского флота, капитан 2-го ранга, участник боевых действий в Китае 1900—1901 годов и Русско-японской войны. Исследователь тихого океана. Православного вероисповедания.

## Служба
13 сентября 1878 года зачислен воспитанником в Морское училище. С 1 октября 1881 года зачислен на действительную службу. С 28 мая по 21 августа 1881 года в учебном плавании на корвете «Гиляк» под командованием капитан-лейтенанта Гессена. С 25 мая по 28 августа 1882 года в учебном плавании на корвете «Боярин» под командованием капитана 1-го ранга Р. А. Гренквиста. С 25 мая по 22 августа 1883 года проходил морскую практику на корвете «Варяг» под командованием капитана 1-го ранга П. И. Ермолаева. 15 сентября этого же года произведён в гардемарины. 28 мая 1884 года окончил Морское училище с зачислением на службу в Балтийский флот.
С 5 июля по 25 сентября 1884 года в экзаменационном плавании на корвете «Аскольд» под командованием капитана 1-го ранга Давыдова. 1 октября 1884 года по сдаче экзаменов по теории предмета и экзаменационного плавания приказом по Морскому Ведомству № 196 Александр Алексеевич произведён в мичманы, 37-м по списку. 16 октября зачислен в 4-й Флотский экипаж. С 18 апреля по 30 августа 1886 года служба на п/х «Работник» под командованием капитана 2-го ранга Иванова.
3 декабря 1886 года окончил краткий курс по минному делу в Минном офицер классе.
В 1887 году поступил на курс в Морскую учебно-стрелковую команду. С 30 августа 1887 года по 25 августа 1888 года находился в переменном составе Морской учебно-стрелковой команды. В течение кампании 1888 года находился на миноносках № 108 и № 112. В августе окончил курс.
14 января 1889 года приказом Его Императорского Высочества генерал-адмирала по Морскому ведомству № 2 переведён из Балтийского флота в Сибирский флотский экипаж. 15 февраля 1889 году отправился на Тихий океан, и 20 апреля 1889 года прибыл во Владивосток.
На Дальнем Востоке России Александр Алексеевич, неся службу на различных кораблях Сибирской флотилии, принял участие в картографических исследованиях береговой черты и гидрографических экспедициях. 1 мая 1889 года назначен штурманским офицером на шхуну «Тунгуз» под командованием капитана 2-го ранга Н. Р. Греве, находился в плавании с 1 мая по 31 октября. С 26 февраля 1890 года назначен вахтенным начальником шхуны «Тунгуз». Далее назначен вахтенным начальником на минный транспорт «Алеут» под командованием капитана 2-го ранга В. Ф. Брандта. В плавании с 5 апреля по 1 октября 1890 года. С 1 октября занял должность вахтенного начальника канонерской лодки «Бобр» под командованием капитана 2-го ранга А. Р. Бойля. С 1890 по 1891 год в лодка занималась гидрографическими работами у побережья Кореи и в 1892 году описными и промерными работами в заливе Петра Великого. 30 августа 1891 года Высочайшим приказом по Морскому ведомству № 588 произведён в лейтенанты. С 23 октября 1891 года по 30 апреля 1893 года являлся заведующим оружием Сибирск ФЭ.
С 14 марта 1892 года временно исполнял должность штурманского офицера на канонерской лодке «Горностай». С 27 мая назначен производителем гидрографических работ в составе отдельной съёмки Восточного (Тихого океана) с оставлением в прежней должности на кампанию 1892 года. С окончанием годовой кампании, с 7 ноября назначен преподавателем школы рулевых, сигнальщиков и лоцманов.
27 февраля 1893 года назначен на должность старшего штурманского офицера МКЛ «Горностай» под командованием капитана 2-го ранга Павловского, в плавании с 14 апреля по 9 сентября 1893 года. Ещё 8 июня 1893 года назначен производителем гидрографических работ с оставлением в прежней должности. Для проведения работ назначен на ПС «Силач», в плавании с 9 сентября по 10 октября 1893 года.
С 14 марта 1894 года по 20 марта 1895 года занимал должность штурманского офицера транспорта «Алеут» (бывший минный транспорт). В плавании с 6 апреля по 4 ноября 1894 года. 3 января 1895 года назначен преподавателем школы рулевых и сигнальщиков с оставлением в должности. С 19 апреля по 19 августа 1895 года плавание под командованием капитана 2-го ранга В. А. Бойсмана.
27 марта 1896 года назначен старшим штурманским офицером на крейсер II ранга «Забияка». 6 июня зачислен в штурманские офицеры 1-го разряда. Находился в заграничных и внутренних плаваниях с различными целями с 1896 по 1899 год. С 1 октября по 18 ноября 1898 года временно исполнял должность командира 1-й роты КР «Забияка». 7 ноября 1898 года назначен членом экзаменационной комиссии учеников строевых квартирмейстеров. 9 ноября 1898 года назначен заведующим по обучению новобранцев. 4 января 1899 года Высочайшим приказом по Морскому ведомству № 224 уволен в отпуск по домашним обстоятельствам внутри Империи и за границу, сроком на 6 месяцев. Но уже через месяц вернулся на службу и был назначен вахтенным начальником ледокола «Надёжный». 24 марта этого же года назначен штурманским офицером транспорта «Ермак». А также членом временного военно-морского суда Владивостокского порта и с 26 октября председателем экипажного суда. С этого же года начал получать содержание в размере: жалование — 900 рублей + столовых 500 рублей + добавочные 150 рублей за службу в Приморской области. В середине кампании вернулся на КР «Забияка», находился в заграничном плавании с 1899 по 1901 год.
1 апреля 1901 года Высочайшим приказом по Морскому ведомству № 341 зачислен на оклад содержания, определённый статьёй 4 книги XIII Свода морских правил 1898 года. 24 декабря 1901 года приказом Его императорского высочества генерал-адмирала по Морскому ведомству № 217 назначен командиром миноносца «Лейтенант Бураков».
1 января 1902 года А. А. Корнильев переведён в Квантунский флотский экипаж. 12 мая 1903 года получил под командование миноносец «Решительный», входивший в состав 2-го отряда эскадренных миноносцев Квантунского флотского экипажа с базированием на Порт-Артур. Кампанию 1903 года находился в плавании.
12 января 1904 года приказом Его императорского высочества генерал-адмирала по Морскому ведомству № 5 переведён из Квантунского флотского экипажа в Балтийский флот, с отчислением от должности командира «Решительного». На его место был назначен капитан 2-го ранга Ф. Э. Боссе, но он прибыл в Порт-Артур только 14 февраля, поэтому в первое сражение Русско-японской войны «Решительный» отправился под командованием А. А. Корнильева. С 16 января 2-й отряд эскадренных миноносцев перешёл под командование капитана 2-го ранга А. А. Гинтера.

### Русско-японская война
В ночь на 27 января 1904 года, ещё до официального объявления войны, японский флот атаковал русские корабли, находившиеся на внешнем рейде Порт-Артура. С рассветом были отправлены две пары миноносцев на уничтожение атаковавших кораблей. «Решительный» был отправлен вместе с миноносцем «Стерегущий». Попав под заградительный артиллерийский обстрел, русские миноносцы не смогли приблизиться на расстояние прицельного пуска торпед, и повернули обратно. В этом бою «Стерегущий» получил несколько попаданий. «Решительный» повреждений не получил, но от рядом разорвавшегося снаряда несколько человек из команды были контужены и легко ранены, в том числе командир лейтенант А. А. Корнильев. Также, во время боя, его окатило ледяной забортной водой. Через несколько дней Александр Алексеевич почувствовал себя плохо, а ещё через несколько дней болезнь стала прогрессировать. 1 февраля вследствие воспаления лёгких и тяжёлой контузии, полученной в бою, Александр Алексеевич был списан с корабля и срочно отправлен на санитарном поезде на лечение в Россию.

### Болезнь и смерть
По пути, в Харбине, ему стало хуже и был поставлен диагноз — открытая и быстро нарастающая форма туберкулёза. Уже в харбинском госпитале 28 февраля 1904 года Высочайшим приказом по Морскому ведомству № 534 Александр Алексеевич был произведён в капитаны 2-го ранга по линии. 20 апреля 1904 года А. А. Корнильев скончался от острого туберкулёза. Включён в список погибших и умерших офицеров на театре военных действий. Похоронили его на Покровском кладбище в Харбине. На захоронении был установлен памятник из темно-серого мрамора с православным крестом, венчал памятник герб Российской империи, вокруг памятника находились четыре якоря, соединенных друг с другом якорной цепью.

### Перенос захоронения
К 1958 году китайские власти приняли решение о закрытии русского кладбища. Советское Консульство в Харбине взяло на себя заботу о переносе захоронений и памятников на новое место — кладбище Хуаншань в центре Харбина. Это наложило свой отпечаток на внешний облик монумента — православный крест был заменён на герб Советского Союза, а сверху на обелиск была установлена пятиконечная красная звезда. Также была сделана уже на современном русском языке, да ещё и с ошибкой в отчестве надпись: «Здесь похоронен капитан 2-го ранга Александр Александрович Корнильев, командир миноносца „Решительный“, участвовавший в первом бою с японским флотом под Порт-Артуром в 1904 году. Вечная память русскому воину, храбро сражавшемуся за свободу и независимость нашей Родины.»
В 2011 году «Русский клуб» в Харбине и Православная община Покровского храма восстановили памятник А. А. Корнильеву и рядом стоящий обелиск на братском захоронении памяти русских солдат и офицеров, умерших от ранений и болезней в Дворянском Императорском госпитале в Харбине времён Русско-японской войны. Работы проводились на средства Харбинско-Китайского Исторического Общества (Сидней, президент Игорь Казимирович Савицкий) и «Русским клубом» в Шанхае (председатель Михаил Владиславович Дроздов). Открытие отреставрированных памятников состоялось 28 августа 2011 года на праздник Успение Пресвятой Владычицы нашей Богородицы и Приснодевы Марии. В 2012 году в верхней части памятника А. А. Корнильеву был установлен 8-и конечный православный крест.

## Награды
- Серебряная медаль «В память царствования императора Александра III» (21.03.1896)
- Серебряная медаль «За поход в Китай» (1902)

## Семья
- Отец — Корнильев Алексей подпоручик Корпуса флотских штурманов
  - Брат — Корнильев Евгений Алексеевич, участник Русско-японской войны, подполковник, старший судовой механик крейсера «Владимир Мономах»
- Супруга — Мария Андреевна (обвенчался 18 августа 1890 года)
  - Дети:
    - Татьяна, родилась 18.08.1890
    - Ольга, родилась 29.01.1892
    - Александр, родился 02.06.1895

## Память
- Его именем в Приморском крае назван мыс Корнильева в бухте Стрелок (Залив Петра Великого, название мысу было присвоено в 1892 году)[3].
- Его имя было нанесено на одну из памятных досок в Морском кадетском корпусе.